# Srbobran

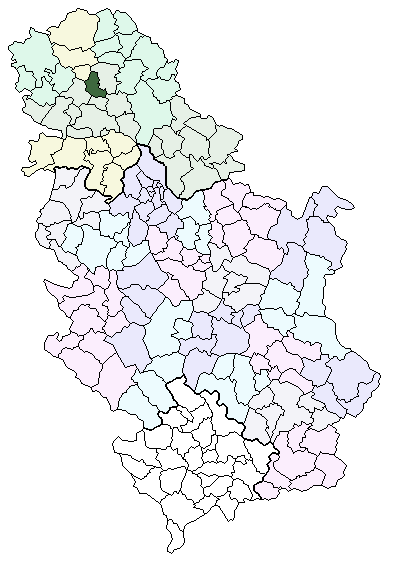
Srbobran kommun i Serbien

Srbobran (kyrilliska: Србобран, ungerska: Szenttamás, tyska: Thomasberg) är en stad i provinsen Vojvodina i norra Serbien, 30 km norr om Novi Sad. 
Staden har 13 000 invånare (Srbobran kommun har 18 000). Kommunens största etniska grupper är serber (67%) och ungrare (22%). 

## Orter
Följande orter ligger i Srbobran kommun:
- Nadalj (Надаљ)
- Turija (Турија)

## Galleri

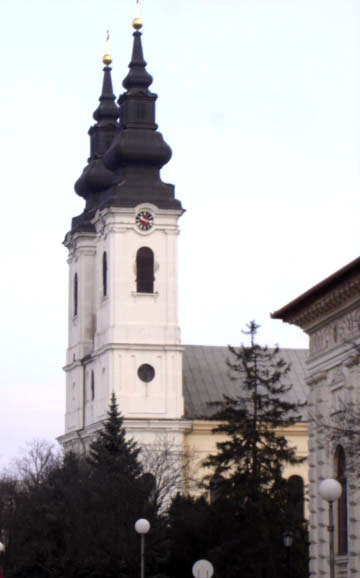
Serbisk-ortodoxa kyrkan i staden